# Skigebiet KiczeraSki

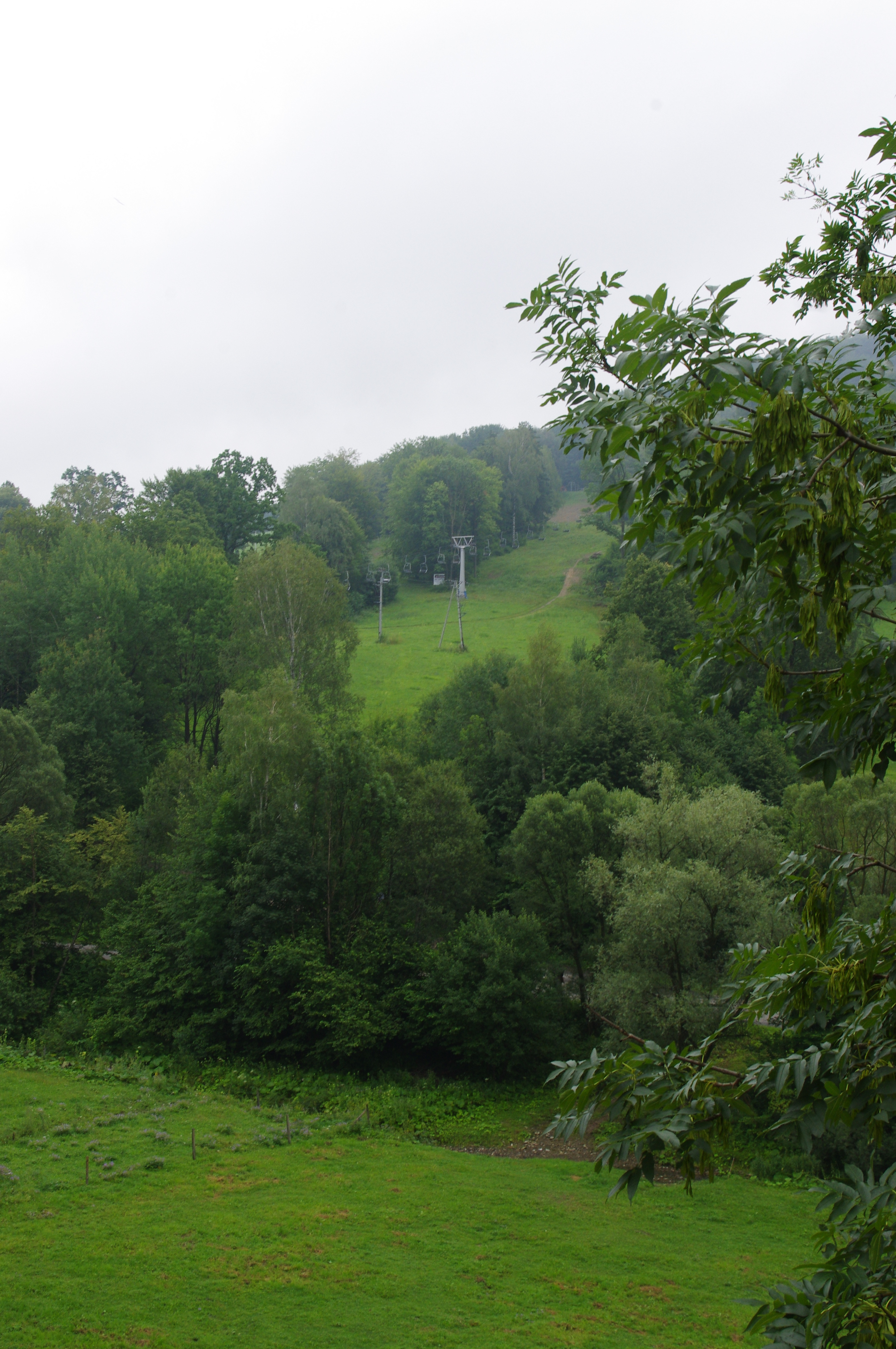
Skigebiet im Sommer

Das Skigebiet KiczeraSki liegt auf den Nordhängen der Kiczera in dem polnischen Gebirgszug der Niederen Beskiden auf dem Gemeindegebiet von Rymanów im Powiat Krośnieński in der Woiwodschaft Karpatenvorland. Es befindet sich in der Nähe der Landesstraße 28. Das Skigebiet wird von dem Unternehmen Beskidzkie Towarzystwo Turystyczne „Przełom Wisłoka“ betrieben. Das Skigebiet liegt in Puławy Górne und ist mit dem Pkw erreichbar. An der unteren Station gibt es Parkplätze und mehrere Restaurants.

## Lage
Das Skigebiet befindet sich auf einer Höhe von 464 bis 634 Metern. Der Höhenunterschied der Pisten beträgt etwa 170 Meter. Es gibt zwei rote (schwierige), zwei blaue und eine grüne Piste. Die Gesamtlänge der Pisten beträgt etwa 3,7 Kilometer. Die längste Piste ist etwa 1,3 Kilometer lang.

## Beschreibung

### Skilifte
Im Skigebiet gibt es einen Sessellift und zwei Tellerlifte. Die Skilifte führen von Puławy Górne auf den Nordhang der Niederen Beskiden.
| Name     | Art        | Hersteller | Breite Personen | Länge (m) | Zeit (min) | Höhenunterschied (m) | Personen pro Stunde | Obere Station | Obere Station | Untere Station | Untere Station | Vmax (m/s) |
| Name     | Art        | Hersteller | Breite Personen | Länge (m) | Zeit (min) | Höhenunterschied (m) | Personen pro Stunde | Ort           | Höhe (m üNN)  | Ort            | Höhe (m üNN)   | Vmax (m/s) |
| -------- | ---------- | ---------- | --------------- | --------- | ---------- | -------------------- | ------------------- | ------------- | ------------- | -------------- | -------------- | ---------- |
|          | Sessellift |            | 2               | 900       | 5          | 170                  | 1200                | Obere Station | 634           | Untere Station | 464            |            |
|          | Tellerlift |            | 1               | 420       |            | 90                   | 450                 |               |               |                |                |            |
| Babylift | Tellerlift |            | 1               | 120       |            | 15                   | 200                 |               |               |                |                |            |

### Skipisten
Von den Bergen führen fünf Skipisten ins Tal.
| Name | Schwierigkeit | Start         | Start        | Ziel           | Ziel         | Länge (m) | Höhenunterschied (m) | Neigung (%) | Licht | Kunstschnee | FIS    | FIS | Anmerkungen |
| Name | Schwierigkeit | Name          | Höhe (m üNN) | Name           | Höhe (m üNN) | Länge (m) | Höhenunterschied (m) | Neigung (%) | Licht | Kunstschnee | Nummer | bis | Anmerkungen |
| ---- | ------------- | ------------- | ------------ | -------------- | ------------ | --------- | -------------------- | ----------- | ----- | ----------- | ------ | --- | ----------- |
|      | Rot-Blau      | Obere Station | 634          | Untere Station | 464          | 1000      | 170                  | 17          | Ja    | Ja          |        |     |             |
|      | Rot           | Obere Station | 634          | Untere Station | 464          | 900       | 170                  | 19          | Ja    | Ja          |        |     |             |
|      | Blau          | Obere Station | 634          | Untere Station | 464          | 1200      | 170                  | 14          | Ja    | Ja          |        |     |             |
|      | Blau          | Obere Station | 554          | Untere Station | 464          | 450       | 90                   | 20          | Nein  | Nein        |        |     |             |
|      | Grün          |               |              |                |              |           |                      |             | Nein  | Nein        |        |     |             |